# Proclamação aos Portugueses

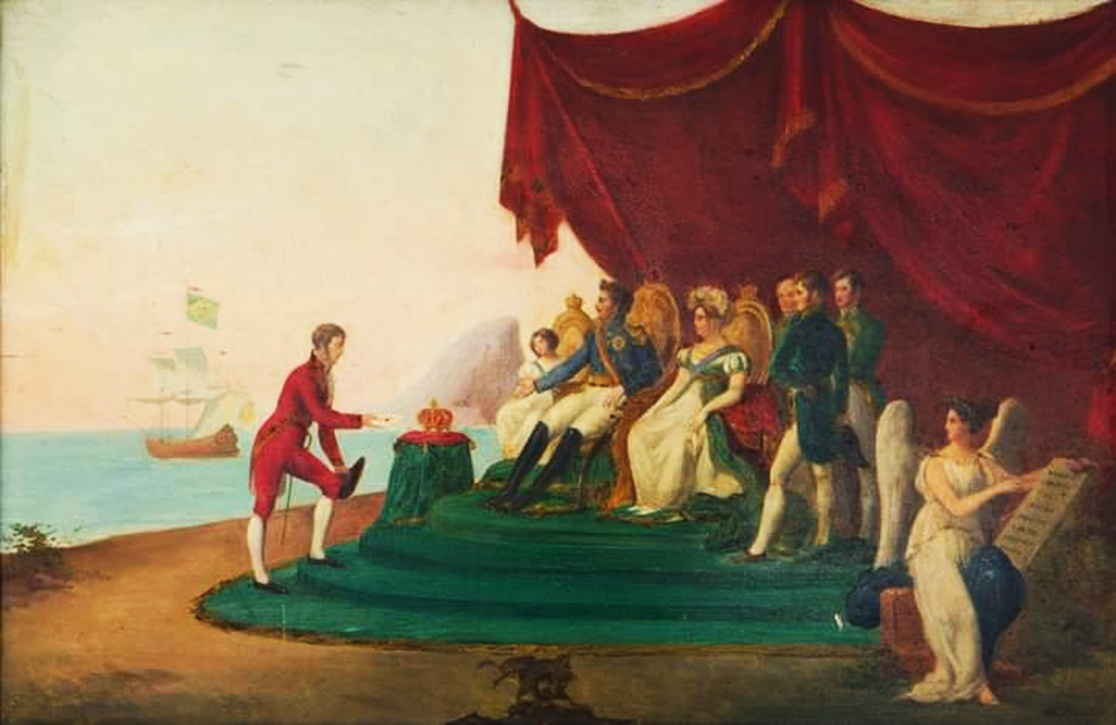
Reconhecimento do Império do Brasil (Léon Tirode, 1825).

A Proclamação aos Portugueses foi uma proclamação feita pelo Imperador D. Pedro I aos portugueses, em 21 de outubro de 1822, referente à Independência do Brasil e sua elevação à condição de "Imperador Constitucional". A proclamação propõe aos portugueses que aceitem a autonomia do Brasil e mantenham os laços culturais e de amizade, caso contrário o reconhecimento da Independência dar-se-ia a partir da "guerra mais violenta".
Portugal só iria reconhecer a emancipação brasileira de forma oficial em 1825, por meio do Tratado do Rio de Janeiro.

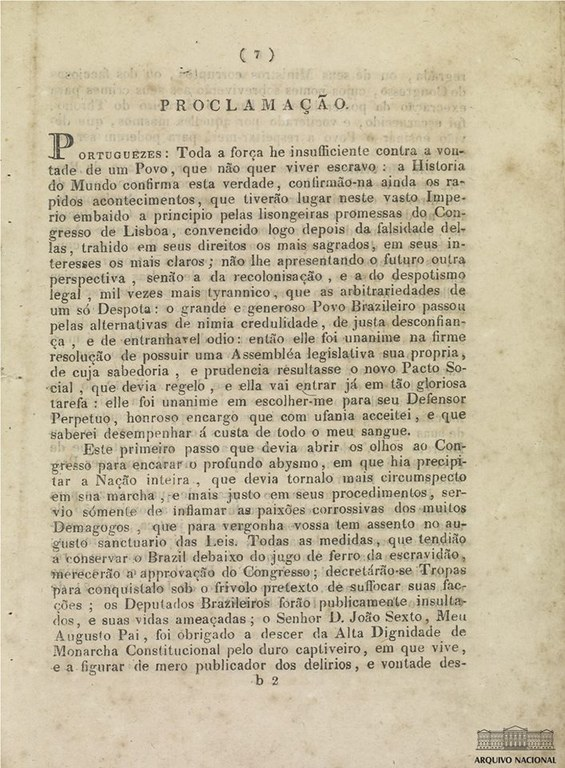
Original da Proclamação aos Portugueses de 21 de outubro de 1822 (Arquivo Nacional).

### Proclamação
Portugueses: Toda a força é insuficiente contra a vontade de um povo, que não quer viver escravo: a História do mundo confirma esta verdade, confirmam-na ainda os rápidos acontecimentos, que tiveram lugar neste vasto Império embaído a princípio pelas lisonjeiras promessas do Congresso de Lisboa, convencido logo depois da falsidade delas, traído em seus direitos mais sagrados, em seus interesses os mais claros; não lhe apresentando o futuro outra perspectiva, senão a da colonização, e a do despotismo legal, mil vezes mais tirânico, que as arbitrariedades de um só déspota: o grande e generoso povo brasileiro passou pelas alternativas de nímia credulidade, de justa desconfiança, e de entranhável ódio: então ele foi unânime na firme resolução de possuir uma Assembleia Legislativa sua própria, de cuja sabedoria e prudência resultasse o novo pacto social, que devia regê-lo, e ela vai entrar já em tão gloriosa tarefa: ele foi unânime em escolher-me para seu defensor perpétuo, honroso encargo que com ufania aceitei, e que saberei desempenhar a custa de todo o meu sangue.
Este primeiro passo que devia abrir os olhos ao Congresso para encarar o profundo abismo, em que ia precipitar a nação inteira, que devia torná-lo mais circunspecto em sua marcha, e mais justo em seus procedimentos, serviu somente de inflamar as paixões corrosivas de muitos demagogos, que para vergonha tem assento no augusto santuário das leis - Todas as medidas que tendiam a conservar o Brasil debaixo do jugo de ferro da escravidão, mereceram a aprovação do Congresso; decretaram-se tropas para conquistá-lo sob o frívolo pretexto de sufocar suas facções os deputados brasileiros foram publicamente insultados, e suas vidas ameaçadas; o senhor d. João Sexto, meu augusto pai, foi obrigado a descer da alta dignidade de monarca constitucional pelo duro cativeiro, em que vive, e a figurar de mero publicador dos delírios e vontade desregrada, ou de seus ministros corruptos, ou dos facciosos do Congresso, cujos nomes sobreviveram aos seus crimes para execração da posteridade; e Eu, Herdeiro do Trono, fui escarnecido, e vociferado por aqueles mesmos que deviam ensinar o povo a respeitar-me para poderem ser respeitados.
Em tão críticas circunstâncias o heroico povo do Brasil, vendo fechados todos os meios de conciliação usou de um direito que ninguém pode contestar-lhe, aclamando-me no dia 12 do corrente mês seu Imperador Constitucional, e proclamando sua Independência. Por este solene ato acabaram as desconfianças, e azedume dos brasileiros contra os projetos de domínio, que intentava o Congresso de Lisboa; e a série não interrompida de pedras numerárias colocadas no caminho do tempo, para lhes recordarem os seus infortúnios passados, hoje só serve de os convencer do quanto o Brasil teria avultado em prosperidade, sem mais tempo se tivesse separado de Portugal; se a mais tempo o seu bom siso, e a razão tivesse sancionado uma separação, que a natureza havia feito.
Tal é o Estado do Brasil: se desde dia 12 do corrente mês, ele não é mais parte integrante da Antiga Monarquia Portuguesa, todavia nada se opõe a continuação de suas antigas relações comerciais, como declarei no meu decreto de primeiro de agosto deste ano, com tanto que de Portugal se não enviem mais tropas a invadir qualquer província deste Império.
Portugueses: eu ofereço o prazo de quatro meses para a vossa decisão; decidi, e escolhei, ou a continuação de uma amizade fundada nos ditames da justiça, e da generosidade, nos laços de sangue e em recíprocos interesses; ou a guerra mais violenta, que só poderá acabar com o reconhecimento da independência do Brasil ou com a ruína de ambos os Estados.
Palácio do Rio de Janeiro em 21 de outubro de 1822
Imperador